# 2008-as argentin rali

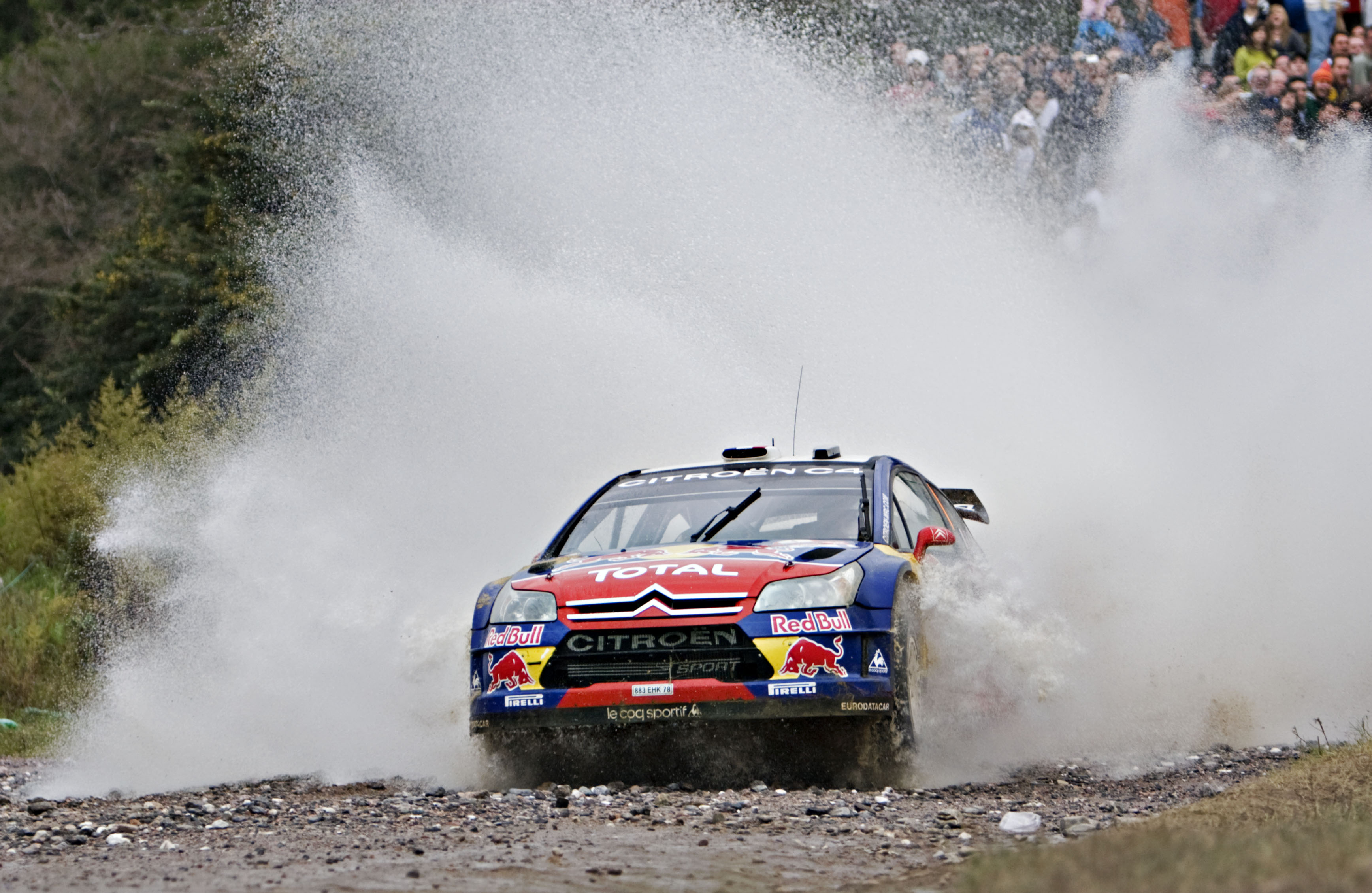
Sébastien Loeb, a verseny győztese hajt át egy vízátfolyáson

A 2008-as argentin rali (hivatalosan: 28º Rally Argentina) volt a 2008-as rali-világbajnokság negyedik futama. Március 28 és 30 között került megrendezésre, 21 gyorsasági szakaszból állt, melyek össztávja 352 kilométert tett ki. A versenyen 56 páros indult, melyből 31 ért célba.
A versenyt, az elmúlt három évet követően ismét Sébastien Loeb nyerte. Másodikként Chris Atkinson végzett, harmadik pedig Dani Sordo lett.
A futam az N csoportos rali-világbajnokság szezonbeli második futama is volt egyben. Ezt az értékelést Andreas Aigner nyerte, Sebastián Beltrán és Jari Ketomaa előtt.

## Beszámoló
Első nap

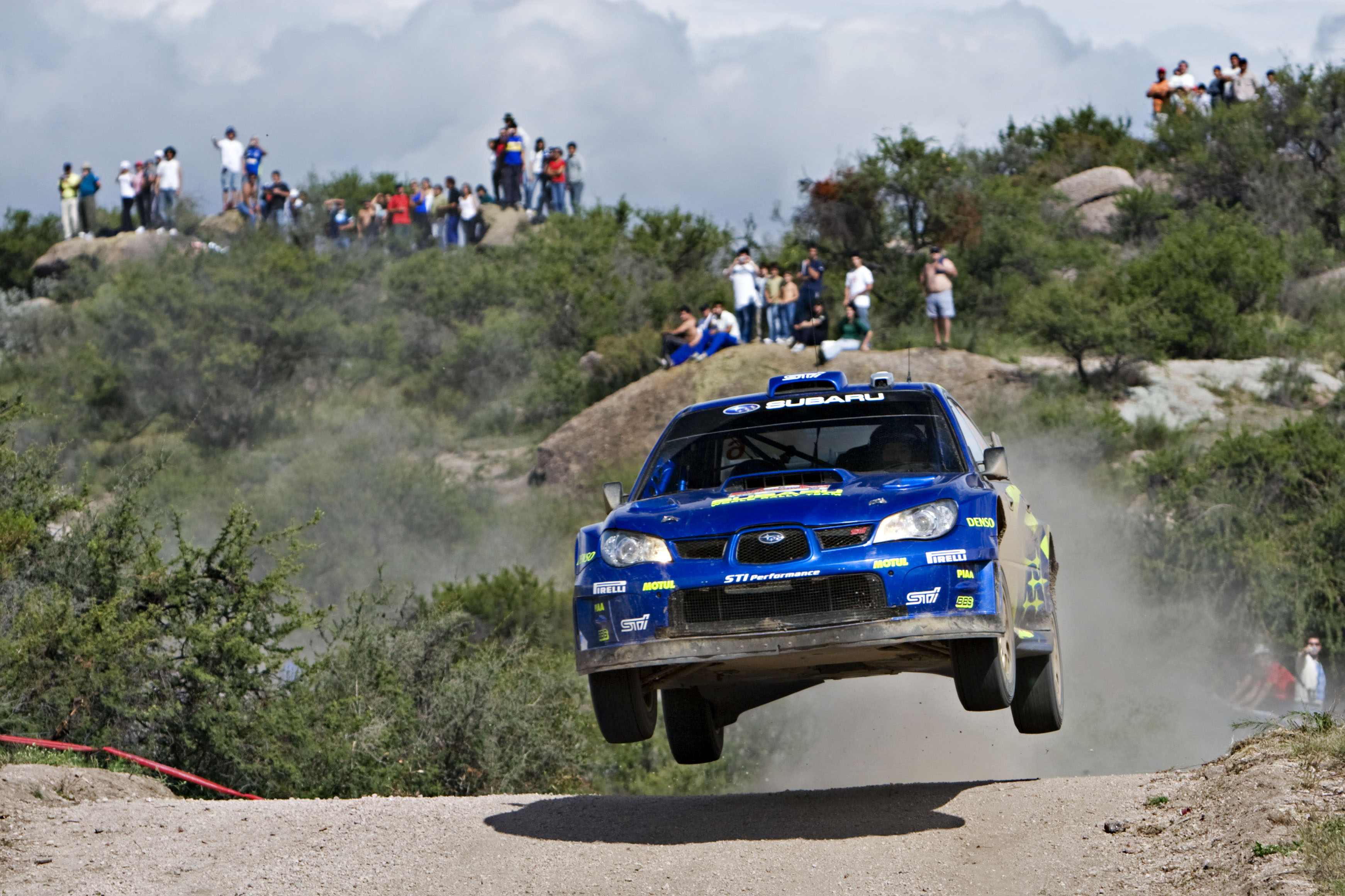
Chris Atkinson a Mexikó-rali után újfent a második helyen végzett

Az első nap heves esőzésben, saras, ködös szakaszokon zajlott. Az első gyorsaságin, az elsőként rajtoló Mikko Hirvonen volt a leggyorsabb. A finn óriási előnyre tett szert, közel egy perccel jobb időt futott a nyitányon, mint a második, Jari-Matti Latvala. A következő szakaszon is Hirvonen nyert, Latvala azonban felborult, és több mint kilenc percet vesztett. A második helyre így Loeb jött fel. Az ötödik gyorsaságin, az addig élen álló Hirvonen Fordjának futóműve megsérült, és a nap többi szakaszán már nem tudott részt venni. A nap végén Loeb másfél perccel vezetett Atkinson előtt. Petter Solberg a harmadik helyen állt. Mögötte Galli, Sordo, Villagra, Wilson, Latvala volt a sorrend.
Második nap

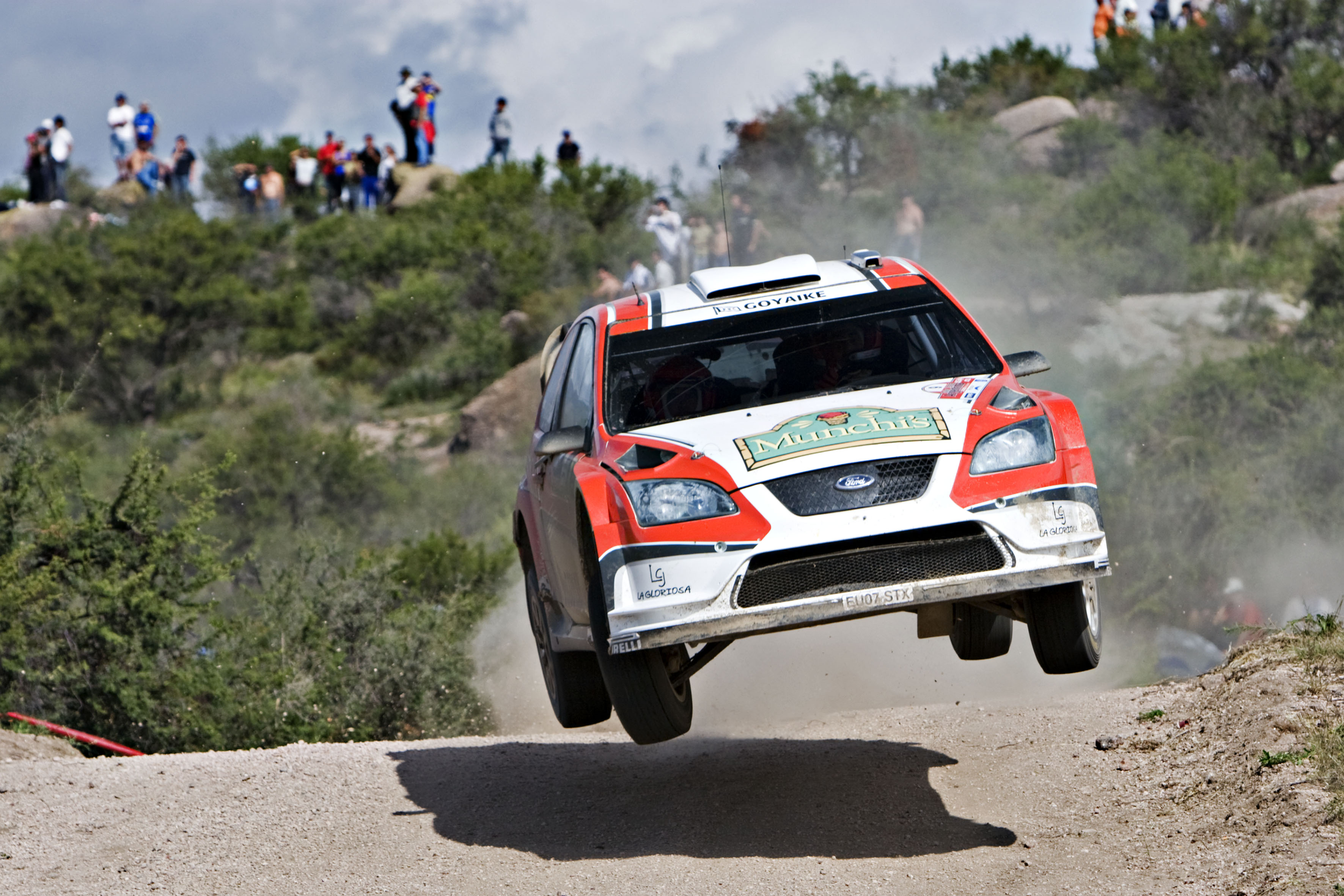
Hazai versenyén Frederico Villagra a hatodik helyen végzett

A második napot a Subaruk kezdték a legjobban. A tizedik gyorsaságin az első két helyen zártak, Solberg pedig megelőzte az összetettben csapattársát, Atkinsont. Solberg öt szakaszt is nyert a szombati napon, ám hátránya így is több mint egy perc maradt Loeb mögött. Atkinson a harmadik helyen állt, Sordo pedig a negyedik volt a nap végén. Conrad Rautenbach négy pozíciót javított, és az ötödik helyig ért fel. Ehhez kellett az is, hogy Galli, Villagra, Wilson és Latvala gondokkal küzdöttek a nap folyamán.
Harmadik nap
A zárónapon három gyorsasági szakaszt rendeztek. Az első gyorson Petter Solberg Subaru Impreza WRC-jének elektromos rendszere  elromlott, és a norvég a második helyről esett ki. Loeb több mint két és fél perces előnnyel győzött Atkinson előtt, a dobogóra pedig Dani Sordo ért fel harmadikként. Rautenbach megszerezte pályafutása első abszolút világbajnoki pontjait. A zimbabwei a negyedik helyen végzett. Hirvonen az ötödik helyen ért célba. A hazai versenyén szereplő Villagra hatodik, az olasz Galli hetedik, az osztrák Andreas Aigner pedig a nyolcadik lett.

## Szakaszok
| Nap                 | #   | Rajtidő | Szakasz                                 | Hossz    | Győztes            | Idő     | Átlag seb. | Versenyben vezető |
| ------------------- | --- | ------- | --------------------------------------- | -------- | ------------------ | ------- | ---------- | ----------------- |
| 1. nap (Március 28) | 1.  | 07:45   | La Cumbre - Agua de Oro 1               | 18.70 km | Mikko Hirvonen     | 16:29.3 | 68.0 km/h  | Mikko Hirvonen    |
| 1. nap (Március 28) | 2.  | 08:41   | Ascochinga - La Cumbre 1                | 23.28 km | Mikko Hirvonen     | 14:59.6 | 93.2 km/h  | Mikko Hirvonen    |
| 1. nap (Március 28) | 3.  | 09:44   | Capilla del Monte - San Marcos 1        | 22.95 km | Jari-Matti Latvala | 17:39.7 | 78.0 km/h  | Mikko Hirvonen    |
| 1. nap (Március 28) | 4.  | 10:16   | San Marcos - Charbonier 1               | 9.61 km  | Mikko Hirvonen     | 6:38.3  | 86.9 km/h  | Mikko Hirvonen    |
| 1. nap (Március 28) | 5.  | 14:26   | Ascochinga - La Cumbre 2                | 23.28 km | Sébastien Loeb     | 14:51.3 | 94.0 km/h  | Sébastien Loeb    |
| 1. nap (Március 28) | 6.  | 15:29   | Capilla del Monte - San Marcos 2        | 22.95 km | Jari-Matti Latvala | 17:23.1 | 79.2 km/h  | Sébastien Loeb    |
| 1. nap (Március 28) | 7.  | 16:01   | San Marcos - Charbonier 2               | 9.61 km  | Gigi Galli         | 6:33.5  | 87.9 km/h  | Sébastien Loeb    |
| 1. nap (Március 28) | 8.  | 17:04   | La Cumbre - Agua de Oro 2               | 18.70 km | Jari-Matti Latvala | 17:02.3 | 65.9 km/h  | Sébastien Loeb    |
| 1. nap (Március 28) | 9.  | 18:45   | Camping San Martin 1                    | 3.50 km  | Chris Atkinson     | 1:39.4  | 126.8 km/h | Sébastien Loeb    |
| 2. nap (Március 29) | 10. | 08:05   | Santa Monica - Amboy 1                  | 22.17 km | Petter Solberg     | 12:02.7 | 110.4 km/h | Sébastien Loeb    |
| 2. nap (Március 29) | 11. | 08:57   | Villa del Dique - Las Bajadas 1         | 16.41 km | Sébastien Loeb     | 9:10.0  | 107.4 km/h | Sébastien Loeb    |
| 2. nap (Március 29) | 12. | 09:35   | San Augustin - Villa General Belgrano 1 | 16.31 km | Sébastien Loeb     | 11:26.5 | 85.5 km/h  | Sébastien Loeb    |
| 2. nap (Március 29) | 13. | 10:20   | Santa Rosa - San Augustin 1             | 21.41 km | Chris Atkinson     | 13:37.3 | 94.3 km/h  | Sébastien Loeb    |
| 2. nap (Március 29) | 14. | 14:25   | Santa Monica - Amboy 2                  | 22.17 km | Petter Solberg     | 11:37.2 | 114.5 km/h | Sébastien Loeb    |
| 2. nap (Március 29) | 15. | 15:17   | Villa del Dique - Las Bajadas 2         | 16.41 km | Sébastien Loeb     | 8:57.8  | 109.8 km/h | Sébastien Loeb    |
| 2. nap (Március 29) | 16. | 15:55   | San Augustin - Villa General Belgrano 2 | 16.31 km | Petter Solberg     | 11:18.8 | 86.5 km/h  | Sébastien Loeb    |
| 2. nap (Március 29) | 17. | 16:40   | Santa Rosa - San Augustin 2             | 21.41 km | Petter Solberg     | 13:23.6 | 95.9 km/h  | Sébastien Loeb    |
| 2. nap (Március 29) | 18. | 18:45   | Camping San Martin 2                    | 3.50 km  | Petter Solberg     | 1:40.6  | 125.2 km/h | Sébastien Loeb    |
| 3. nap (Március 30) | 19. | 09:13   | Mina Clavero - Giulio Cesare            | 24.70 km | Jari-Matti Latvala | 19:57.9 | 74.2 km/h  | Sébastien Loeb    |
| 3. nap (Március 30) | 20. | 10:05   | El Condor - Copina                      | 16.06 km | Sébastien Loeb     | 15:08.6 | 63.6 km/h  | Sébastien Loeb    |
| 3. nap (Március 30) | 21. | 11:50   | Camping San Martin 3                    | 2.63 km  | Jari-Matti Latvala | 2:13.3  | 71.0 km/h  | Sébastien Loeb    |

## Végeredmény
|          | Versenyző         | Navigátor            | Autó                           | Idő       | Különbség | Pont |
| -------- | ----------------- | -------------------- | ------------------------------ | --------- | --------- | ---- |
| 1.       | Sébastien Loeb    | Daniel Elena         | Citroën C4 WRC                 | 4:05:48.6 | 0.0       | 10   |
| 2.       | Chris Atkinson    | Stéphane Prévot      | Subaru Impreza WRC 07          | 4:08:21.8 | 2:33.2    | 8    |
| 3.       | Dani Sordo        | Marc Martí           | Citroën C4 WRC                 | 4:09:53.3 | 4:04.7    | 6    |
| 4.       | Conrad Rautenbach | David Senior         | Citroën C4 WRC                 | 4:25:52.1 | 20:03.5   | 5    |
| 5.       | Mikko Hirvonen    | Jarmo Lehtinen       | Ford Focus RS WRC 07           | 4:31:03.9 | 25:15.3   | 4    |
| 6.       | Federico Villagra | Jorge Pérez Companc  | Ford Focus RS WRC 07           | 4:33:30.6 | 27:42.0   | 3    |
| 7.       | Gigi Galli        | Giovanni Bernacchini | Ford Focus RS WRC 07           | 4:33:40.4 | 27:51.8   | 2    |
| 8.       | Andreas Aigner    | Klaus Wicha          | Mitsubishi Lancer Evo IX       | 4:34:47.9 | 28:59.3   | 1    |
| PCWRC    |                   |                      |                                |           |           |      |
| 1. (8.)  | Andreas Aigner    | Klaus Wicha          | Mitsubishi Lancer Evo IX       | 4:34:47.9 | 0.0       | 10   |
| 2. (9.)  | Sebastián Beltrán | Ricardo Rojas        | Mitsubishi Lancer Evo IX       | 4:35:53.5 | +1:05.6   | 8    |
| 3. (10.) | Jari Ketomaa      | Miika Teiskonen      | Subaru Impreza N12             | 4:37:41.2 | +2:53.3   | 6    |
| 4. (11.) | Fumio Nutahara    | Daniel Barritt       | Mitsubishi Lancer Evolution IX | 4:38:47.0 | +3:59.1   | 5    |
| 5. (12.) | Martin Rauam      | Silver Kutt          | Mitsubishi Lancer Evolution IX | 4:44:16.0 | +9:28.1   | 4    |
| 6. (13.) | Amjad Farrah      | Nicola Arena         | Mitsubishi Lancer Evolution IX | 4:53:04.4 | +18:16.5  | 3    |
| 7. (14.) | Martin Prokop     | Jan Tománek          | Mitsubishi Lancer Evolution IX | 4:53:07.8 | +18:19.9  | 2    |
| 8. (18.) | Bernardo Sousa    | Jorge Carvalho       | Mitsubishi Lancer Evolution IX | 5:13:02.4 | +38:14.5  | 1    |